# Vogtei
Vogtei är en kommun i Unstrut-Hainich-Kreis i förbundslandet Thüringen i Tyskland.
Kommunen ingår i förvaltningsgemenskapen Vogtei tillsammans med kommunerna Kammerforst och Oppershausen.